# Ángel Montenegro
Ángel Montenegro Duque (Cubillas de Santa Marta, 2 de agosto de 1918-3 de julio de 2001) fue un historiador español, especializado en Historia Antigua. Fue discípulo de Claudio Sánchez Albornoz.

## Biografía
Estudió Filología Clásica en la Universidad de Salamanca y se doctoró en 1945 por la Universidad Central con una tesis sobre La antigua Italia en la "Eneida" de Virgilio, dirigida por Antonio Tovar, que se publicó en 1949 por la Universidad de Salamanca en dos volúmenes con el título La onomástica de Virgilio y la antigüedad preitálica.
Tras ser entre 1958 y 1962 profesor titular de Geografía e Historia en la Universidad Laboral de Sevilla, ocupó la cátedra de Historia Antigua en la Universidad de Oviedo (hasta 1966) y la de Catedrático de Historia Antigua Universal y de España en la Universidad de Valladolid hasta su jubilación (con la condición posterior de emérito). Fue fundador en esta, en 1971, de la revista Hispania Antiqua (cuyos tres primeros números se publicaron desde el Colegio Universitario de Álava), que ha alcanzado en 2015 su nº 39.
Fue autor de numerosas investigaciones sobre la Hispania romana y prerromana, que han originado una amplia bibliografía particular entre 1946 y 2001, además de obras generales. Entre éstas destacan los volúmenes de la Historia de España de Menéndez Pidal, II: La conquista de Hispania por Roma. Hispania durante el Imperio (Madrid, 1985) y III, España romana (Madrid, 1986), junto con José María Blázquez Martínez. 
En 1999 se le dedicó el Homenaje al profesor Montenegro: Estudios de Historia Antigua (índice de los vols. I-II), y en 2002 en Valladolid se publicó, en su honor y en el de su antes citado coautor y amigo, otro conjunto de estudios de homenaje bajo el título Scripta Antiqua in honorem Angel Montenegro Duque et Jose Maria Blazquez Martinez (con una breve semblanza biográfica de cada uno al inicio).